# Diferendo territorial entre Belice y Guatemala
El diferendo territorial entre la República de Guatemala y Belice es una disputa entre estos dos países debido al reclamo de Guatemala sobre, aproximadamente, 11 030 km² del territorio de Belice, así como de centenares de islas e islotes.
La disputa se inició en 1859, a partir de la firma del Acuerdo anglo-guatemalteco de ese año. El territorio reclamado por Guatemala comprende desde el río Sarstún, en el sur, hasta el río Sibún, al norte; el cual comprende aproximadamente 11 030 km². Las proporciones del reclamo se basan en que el territorio de Belice deberían comprender los territorios concedidos por España a Gran Bretaña en el Tratado de París de 1783 de 4802 km² y en la segunda concesión en 1786 de 1883 km², además del territorio propio de Belice de 4323,964 km². Por lo que el restante territorio no reconocido sería parte de Guatemala y por lo tanto estaría siendo ocupado ilegalmente por Gran Bretaña.

## Historia

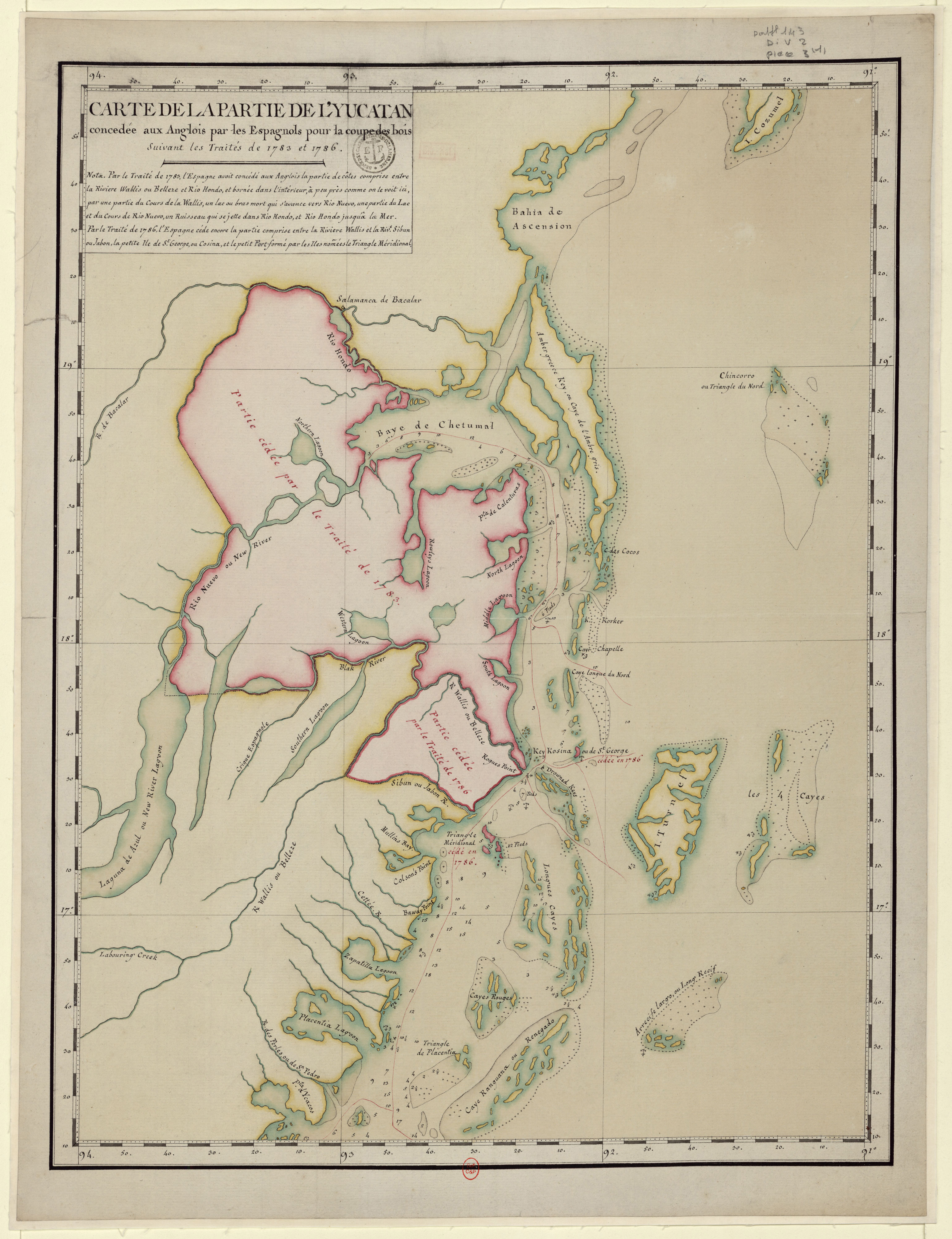
Territorios afectados por los tratados de 1783 y 1786 en época de la C.G. de Guatemala y C.G. de Yucatán.

A lo largo de la historia, Guatemala ha hecho innumerables intentos por resolver la disputa territorial, encontrando siempre la oposición primero de Gran Bretaña y luego de Belice, por lo que considera la evidente conveniencia de mantener el statu quo de ocupación ilegítima del territorio de Belice. Aunque en 1991, el gobierno de Guatemala reconoció la independencia de Belice, éste se refería a la determinación del pueblo beliceño, pero dejó pendiente el asunto del diferendo territorial.

### 1821-1945

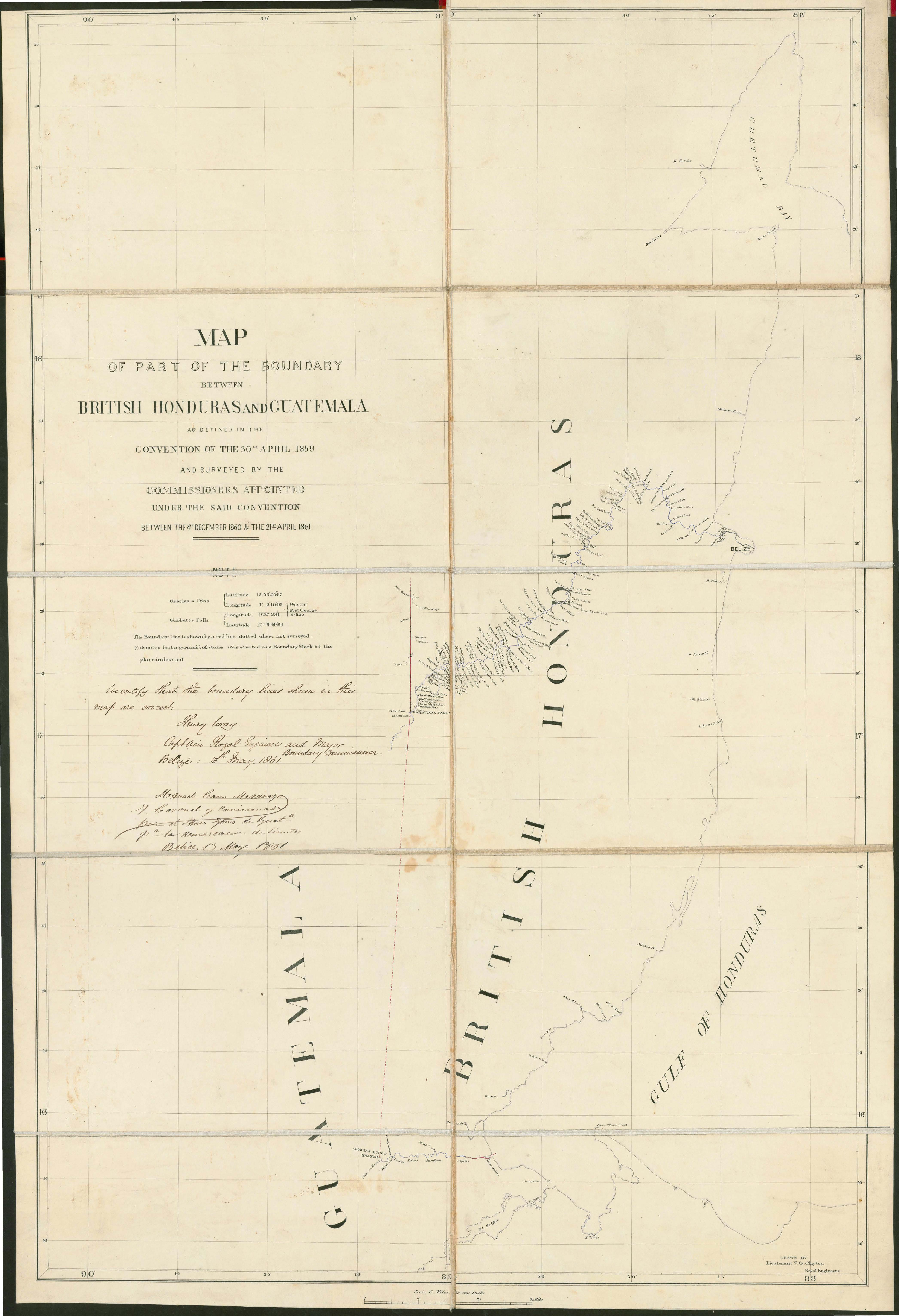
Mapa de la frontera entre Honduras Británica y Guatemala del Tratado anglo-guatemalteco de 1859.

Guatemala declaró su independencia de España en 1821 y Belice (incluyendo los 2964 km del territorio, residenciales y explotables por los británicos según el Tratado de Versalles y la Convención de Londres, y reforzados por su victoria en la batalla del Cayo Saint George, pero de nulo dominio oficial por parte de los mismos debido al tratado de Amiens en 1802), en donde se pactó la restitución por parte de Gran Bretaña de todas las conquistas hechas a Francia y sus países aliados (entre estos España), que en el caso específico del territorio conocido hoy como Belice, pasa a depender exclusivamente de la Provincia de Guatemala. En julio de 1823, Guatemala, El Salvador, Honduras, Nicaragua y Costa Rica (que se unió en 1824) formaron en conjunto las Provincias Unidas del Centro de América, en las que se incluía Belice, ya que este territorio formaba parte de Guatemala. Aprovechando la independencia centroamericana, Gran Bretaña trata de conseguir que esos países reconocieran su control sobre Belice, pero las Provincias Unidas del Centro de América y Guatemala lo rechazaron. Sin embargo, más tarde, en 1826, sí logró el reconocimiento mexicano del control británico de una parte de Belice (hasta el río Sibún, la mitad del actual Belice) en un tratado que firmó con ese país en dicho año.
En 1834, tras la abolición de la esclavitud en Belice (1833), el político y diplomático inglés Frederick Chatefield, se convirtió en el nuevo cónsul de Belice, extendiendo unilateralmente la región hasta el río Sarstún, bajo el control del gobierno británico.  Sin embargo, el General Francisco Morazán rechazó los límites británicos hasta dicho río. El superintendente de la parte ocupada de la región aprobó el 14 de marzo de 1835 el aumento del territorio fronterizo de Garbutt's Falls, en el río Belice, cercano a Fallabón, permitiendo a los británicos continuar su avance hasta el río Sarstún/Sarstoon. 
Debido al mantenimiento y aumento de la presencia británica en Belice el gobierno de Guatemala aprobó en 1834 el Decreto de Colonización de la Verapaz, ya que los piratas-madereros habían llegado ya al sur-poniente en la Verapaz y por el poniente en Petén.
La República de Centroamérica terminó en 1839, y en la primera Constitución de la República de Guatemala, esa indicó que el país comprende Verapaz, Chiquimula, Sacatepéquez y Guatemala, y los departamentos de Los Altos (incluido a Guatemala por decreto de la Asamblea Nacional Constituyente del 13 de agosto de 1840). El sur de Belice formaba parte de Verapaz.

«La Cámara de Representantes, después de haber examinado cuidadosamente la convención ajusta entre S.E. el Presidente de la República y S.M. la Reina de la Gran Bretaña, el 30 de abril próximo anterior, la encuentra útil y conveniente a los intereses de la República y basada en principios de una sana política, confiando en que se pondrá en ejecución, cuanto antes posible, lo convenido respecto a la vía de comunicación de esta capital a las costas del Atlántico.»

Suscriben, entre otros, José Farfán, José Luna, señor Piñol, obispo de Nicaragua, y José Milla y Vidaurre.
Tomado de: Hernández de León, Federico (30 de abril de 1959). «El capítulo de las efemérides: Convención de límites con Belice». Diario La Hora (Guatemala).

Los británicos reciben apoyo de Estados Unidos, el 19 de abril de 1850, cuando el Reino Unido suscribe con Estados Unidos el Tratado Clayton-Bulwer, ambos se comprometen a no ocupar, fortificar ni colonizar parte alguna de Centroamérica ni ejercer ningún dominio sobre esos países. Sin embargo, el 29 de junio del mismo año, al ejecutarse el canje de ratificaciones, Gran Bretaña declara que tal Tratado no es aplicable «al establecimiento de su Majestad en Honduras ni sus dependencias» (Honduras británica era otro nombre de Belice) y el 10 de agosto de 1852 tomó posesión de la isla de Roatán e islas adyacentes. Estados Unidos reconoció un usufructo pero no un dominio pleno. 
Aunque Belice era aún guatemalteca, en 1840 Gran Bretaña creó un Consejo Ejecutivo en Belice; en 1854 Belice tuvo su primera Constitución y una Asamblea Legislativa solo para británicos, excluyendo a indígenas y negros (aunque la esclavitud había sido abolida aún se plasmaba un rechazo hacia esos grupos), y en 1859 apareció la British Honduras Company.
Sin embargo, bajo los términos del tratado Anglo-Guatemalteco de 1859, Guatemala acordó reconocer a Belice como colonia británica y Gran Bretaña se comprometió a construir una carretera que uniera Guatemala con la cercana ciudad beliceña de Punta Gorda en cuatro años. Sin embargo, la carretera no fue construida ya que las 50 000 libras que Inglaterra debía entregar a Guatemala para su construcción, en vistas del tratado, no le fueron entregadas. Incumplida su promesa, en 1862 Belice fue nombrada colonia de la British Honduras Company, que dependió de Jamaica hasta 1884, en que la colonia pasó a ser gobernada autónomamente. Gran Bretaña impuso entonces, en 1868, un gobierno propio en todo el territorio beliceño ocupado por británicos, y en el año 1871 Belice se convirtió ya, oficialmente, en una colonia británica con el nombre de Honduras Británicas (British Honduras).
En 1884, debido al incumplimiento del tratado por parte de los británicos, Guatemala reclamó la recuperación del territorio de Belice; y en 1940, Guatemala indicó el carácter nulo del tratado de 1859 porque los británicos no cumplieron con la ayuda económica que prometieron en la cláusula VII del tratado. Más tarde, Belice, tras su independencia en 1981, afirmaría que el tratado no los obligaba a ellos ya que no lo firmó y demandó a la Corte Internacional de Justicia y las leyes internacionales que Guatemala respetara los límites establecidos en el tratado de 1859, aunque el Reino Unido nunca construyó la carretera prometida.
En el año, 1938 el Gobierno de Guatemala publicó el llamado «Libro Blanco», donde hacía toda una defensa de sus derechos sobre Belice y aún sigue insistiendo que el pequeño territorio de Belice le pertenece sin tomar en consideración los derechos y deseos del pueblo que realmente habita estas tierras.

### 1945-2000
La Constitución guatemalteca de 1945 (eliminada por el golpe de Estado de 1954) estableció que Belice era una zona de Guatemala, pero en 1946 el Congreso indicó la caducidad patente en el tratado de límites y lo denunció internacionalmente. Ese año, el Reino Unido respondió que la controversia debería ser decidida en la Corte Internacional de Justicia, basándose en el artículo 36 de la Carta de las Naciones Unidas. Esta respuesta fue aceptada por Guatemala, siempre que se planteara según la modalidad de equidad y el análisis de los acontecimientos jurídicos e históricos de la controversia. Sin embargo, estas condiciones frenaron la decisión británica de someter la controversia en dicha corte. También el 24 de agosto de 1945, para reforzar la idea de la pertenencia de Belice a Guatemala, se firmó en Guatemala la Declaración de principios de convivencia centroamericana, en la que participaron los representantes de los demás países hispanos de la parte continental de Centroamérica, salvo Panamá. Así, el tratado alude a la pertenencia guatemalteca de Belice. 
En 1946 el congreso de Guatemala proclamó la caducidad del Tratado de 1859,  y en consecuencia exigió la reintegración del territorio de Belice a la república. A partir de entonces, se acentúa entre ambos países la controversia territorial.
En 1963, cuando Guatemala supo de la futura independencia de Belice, que había conseguido la autonomía interna solo dos años antes, el país rompió las relaciones diplomáticas con el Reino Unido (aunque se recuperaron en diciembre de 1986). 
La disputa de Guatemala y del Reino Unido sobre Belice hizo que en 1968, una comisión de arbitraje estadounidense pidiera el reconocimiento de la independencia de Honduras Británica —que desde junio de 1973 se llamaría Belice— por parte de ambos países. 
En el año 1976 bajo el mandato presidencial del guatemalteco Kjell Eugenio Laugerud García este mandó a militarizar la frontera imaginaria con Belice u Honduras Británica; dicha militarización se vio interrumpida debido al terremoto del 4 de febrero de 1976 tras el cual la mayor parte de los soldados guatemaltecos desertaron para regresar a sus familias, con lo que el presidente mandó a cancelar la operación.
El 11 de marzo de 1981 el ministro de Relaciones Exteriores de Guatemala, Rafael Castillo Valdés y el primer ministro de Belice, George Price, firmaron en Londres las Bases de Entendimiento con el fin de negociar el final de la controversia respecto al dominio de Belice. El acuerdo permite la independencia de Belice a cambio de algunos derechos dados a Guatemala en la región o en el Atlántico (libre y permanente navegación al océano Atlántico, construcción de oleoductos, etc.). Sin embargo, a pesar del tratado, Guatemala no reconocería la independencia de Belice hasta 1991. Así, el Estatuto Fundamental de Gobierno de 1982 permitió a Guatemala reclamar sus derechos sobre dicho país y en la actual Constitución, de 1985, se permitió al Ejecutivo gestionar los derechos guatemaltecos en Belice, de acuerdo a los intereses nacionales, e indicó que todo acuerdo deberá ser decidido por la población beliceña, mediante Consulta Popular.
En septiembre de 1991 Guatemala reconoció al fin la independencia de Belice, pero con la retirada de las tropas británicas de la región en 1994, Guatemala consiguió el libre acceso al golfo de Honduras.
El 19 de octubre de 1999 Guatemala pidió a Belice llevar el caso a una instancia internacional, arbitraje o decisión judicial, para poder encontrar una solución al reclamo guatemalteco de Belice. Con una nueva línea de razonamiento para su reclamación (en lugar de basarla en el tratado de 1859), Guatemala afirmó que esta heredó el dominio español de Belice en el siglo XIX y que el gobierno de este país le debe más de la mitad del mismo, desde el río Sibún al sur. El envío del caso a un organismo tal como una instancia internacional fue aceptado por el gobierno de Belice en el 2000. Tras esto, la mayoría de los beliceños continuaron manifestándose en contra de formar parte de Guatemala y acusando al país de colonialismo.
Los militares guatemaltecos colocaron a soldados en el borde de la frontera guatemalteca. Las patrullas de Belice, que incorporan miembros de las Fuerza de Defensa de Belice y de las fuerzas policiales, se apostaron en su lado de la frontera.
En febrero de 2000, una patrulla beliceña disparó y mató a un guatemalteco en el área de Mountain Pine Ridge Forest Reserve. El 24 de febrero de 2000, los militares de ambas naciones se enfrentaron en el distrito de Toledo. Los dos países celebraron nuevas conversaciones el 14 de marzo de 2000, en la Organización de los Estados Americanos (OEA) en Washington D. C., en presencia del Secretario General de la OEA.

### SigloXXI
El 20 de julio de 2001 se firmaron tres declaraciones en las que se señaló la creación de un Panel de Conciliadores, que recomendaría medidas específicas, mecanismos para finalizar la disputa y dar a conocer al final de su mandato sus informes, conclusiones y recomendaciones a los dos Gobiernos, recomendaciones, algunas de ellas, que podrían ser resueltas entre los dos Gobiernos y otras que serían sometidas a una instancia jurídica internacional, ya sea en la Corte Internacional de Justicia o una Corte de Arbitraje Internacional.  Así, el 31 de agosto de 2001, en la sede de la OEA en Washington, se estableció el Panel de Conciliadores. 
El segundo acuerdo tenía como objetivo crear una Comisión Mixta, para elaborar Medidas de Fomento a la Confianza en el Diferendo Territorial Guatemala-Belice. Esta comisión se creó el 28 de agosto de 2001. El tercer acuerdo firmado creó mecanismos de comunicación adecuados entre los ejércitos de ambos países. 
Finalmente se acordó establecer una «zona de adyacencia» que se extiende un kilómetro a cada lado de la línea del tratado de 1859, ahora denominada «Línea de Adyacencia», y continuó con las negociaciones encaminadas a resolver la controversia.
El 30 de septiembre de 2002 los mediadores de los dos países aceptaron las propuestas y recomendaciones de la OEA. Estas medidas deberían ser aprobadas, a través de un plebiscito, tanto por los beliceños como por los guatemaltecos. El documento hace alusión tanto a los derechos terrestres como marítimos, determina las coordenadas de la frontera establecida entre Guatemala y Belice y señala el establecimiento una comisión técnica que demarque la línea divisoria y su gestión en el futuro. Según el documento, la frontera entre las aguas marinas territoriales es denominada Línea de Equidistancia, creando una comisión tripartita (Guatemala, Belice y Honduras) que desarrolle la pesca en el Golfo de Honduras. Sin embargo, tanto Guatemala como Belice rechazaron las recomendaciones. El primero de ellos porque le permitía poco paso marítimo para acceder al mar Caribe.
Más tarde, en junio de 2008, el primer ministro de Belice Dean Barrow dio a conocer la importancia que le daba a la resolución de la disputa, considerándola su principal objetivo. Así, propuso referendos para los ciudadanos de Belice y Guatemala, preguntándoles si apoyan remitir la cuestión a la Corte Internacional de Justicia. Así, se firmó el 8 de diciembre de 2008 el «Acuerdo Especial para Someter el Reclamo Territorial, Insular y Marítimo de Guatemala», con el fin de llevar la cuestión a dicha Corte, referendo que se celebraría simultáneamente en Belice y Guatemala el 6 de octubre de 2013.

### Consulta popular

Territorio beliceño no disputado
Territorio disputado en la actualidad

Así, Guatemala y Belice se proponían celebrar el 6 de octubre de 2013 una consulta popular simultánea para que sus poblaciones decidieran si se lleva el centenario litigio territorial que mantienen hasta la Corte Internacional de Justicia. Guatemala reclama a Belice 12 272 km², que representan más de la mitad del territorio (22 965 km²) de la antigua colonia británica.
En abril de 2013 el gobierno de Guatemala suspende el referéndum aduciendo que el gobierno de Belice cambió los requisitos para que un referéndum sea válido cuatro meses antes agregando el siguiente texto:

«No obstante lo dispuesto en esta ley o cualquier otra ley, ningún referéndum será válido a menos que el 60 por ciento de los electores registrados en el país entero o en un distrito particular o área donde el referéndum se planea realizar, según sea el caso, han emitido sus votos».

Y solicitó a ese país y a la OEA que se dé marcha atrás en esas reformas, ya que de lo contrario el referéndum no se llevaría a cabo en iguales condiciones como fue pactado y el resultado se vería afectado.
Finalmente se llevó a cabo la consulta popular en Guatemala, el 15 de abril de 2018.
Posteriormente a la consulta realizada en Guatemala, Belice realizó su consulta popular el 8 de mayo de 2019.

## Medidas de la OEA
Tanto Guatemala como Belice participan en las medidas de fomento de la confianza aprobadas por la Organización de Estados Americanos, incluyendo el Proyecto de Guatemala-Belice Intercambio de idiomas, además de que dicha organización ha estado implicada en el proceso de resolución del diferendo territorial.

## Caso ante La Haya
Luego de realizadas las respectivas consultas populares en cada país, de acuerdo a lo estipulado en el acuerdo especial firmado, el 8 de junio de 2020 Guatemala debió presentar su reclamación formal a la Corte Internacional de Justicia, pero debido a la pandemia por COVID-19 se solicitó una prórroga siendo otorgados 6 meses.
El 8 de diciembre de 2020 Guatemala presentó formalmente ante la CIJ la Memoria (Demanda) que contiene el reclamo territorial, insular y marítimo en contra de Belice. En dicha demanda se reclaman todos los derechos heredados de España al momento de la independencia en 1821. La Memoria constó de ocho (8) volúmenes que en total suman cuatro mil ochocientas trece (4813) páginas.
Tal como había sido establecido el Estado de Belice presentó, el 6 de junio de 2022, la respuesta a la demanda en una Contra-memoria con todos sus argumentos. A continuación, Guatemala dispuso de un plazo de 6 meses para presentar una Réplica, Belice tuvo otros seis meses para formular una Dúplica a la corte, hasta el 8 de junio de 2023, abriéndose más tarde un periodo de presentación de argumentos orales. A pesar de las diferencias producidas entre los dos países, el presidente de Guatemala Bernardo Arévalo y el primer ministro de Belice Johnny Briceño sostuvieron un encuentro el 26 de agosto de 2024 para fortalecer la agenda común entre las dos naciones, Briceño calificó a la reunión como «excelente». Briceño afirmó en agosto de 2024 esperar un fallo final para 2025, añadiendo que «Una solución final nos permitirá avanzar con nuestra agenda bilateral», además de que señaló que ambas naciones se habían comprometido a acatar el fallo y delimitar finalmente la frontera.